# Moving On (canción de Taio Cruz)
«Moving On» es una canción escrita y producida por Taio Cruz y fue el segundo sencillo de su álbum debut «Departure».
«Moving On» se convirtió en su segundo éxito al llegar al puesto #26, en el UK Singles Chart. Sin embargo, no logró pasar tanto tiempo dentro del UK Singles Chart como el sencillo anterior «I Just Wanna Know», que tuvo una racha de seis semanas, en comparación con las cuatro semanas de «Moving On».

## Formatos y listados de la pista
CD
1. «Moving On» (radio edit)
2. «Moving On» (Alex remix)
3. «Moving On» (Kardinal Beats remix)
4. «Moving On» (P*Nut remix)

Doce pulgadas
1. «Moving On» (radio edit)
2. «Moving On» (instrumental)

1. «Moving On» (P*Nut remix)
2. «Moving On» (Kardinal Beats remix)

## Posicionamiento
| Listas (2007)    | Posición |
| ---------------- | -------- |
| UK Singles Chart | 26       |